# Cinnamon Lake
Cinnamon Lake – jednostka osadnicza w Stanach Zjednoczonych, w stanie Ohio, w hrabstwie Ashland.